# John LeRoy Hennessy
John LeRoy Hennessy (Huntington (Nova Iorque), 22 de setembro de 1952) é um cientista da computação e professor universitário estadunidense. É uma das pessoas mais importantes da indústria de informática e uma figura proeminente na academia dos Estados Unidos. Foi um dos criadores da tecnologia RISC, fundador da empresa MIPS Technologies e presidente da Universidade Stanford.
Ele cresceu em Long Island, no estado de Nova Iorque. É casado com Andrea, e moram com dois filhos adolescentes em Atherton.
Sua herança cultural católica não o impediu de se tornar um homem abastado. Recebe de Stanford um salário de 566.581 dólares anuais. Quando se juntou ao conselho do Google, recebeu 65 mil ações que valiam sete milhões de dólares, à época da oferta pública de ações da companhia. Recebe, ainda, adicionais por pertencer ao quadro de diretores da MIPS, e negocia com ações.

## Carreira
John L. Hennessy começou sua carreira acadêmica em 1973, como bacharel em engenharia elétrica pela Universidade Villanova, uma pequena e tradicional instituição agostiniana de Radnor Township, um subúrbio da Filadélfia, Pensilvânia.
Foi promovido a professor associado em 1983 e tornou-se professor titular de Engenharia Elétrica e Ciência da Computação em 1986. Em 1999, sucedeu a Condoleezza Rice no posto de "provost" (diretor acadêmico e administrador financeiro) de Stanford. Em 2000, foi nomeado Presidente (Reitor) de Stanford pelo Conselho de Notáveis da instituição, a décima pessoa a ocupar o cargo.
Serviu como diretor do Stanford's Computer System Laboratory entre 1989 e 1993. Foi catedrático do Departmento de Ciência da Computação entre 1994 e 1996, e diretor da Escola de Engenharia entre 1996 e 1999, quando lançou um plano quinqüenal que traçou os fundamentos de novas atividades em bioengenharia e engenharia biomédica.
Em 1987, se tornou Willard and Inez Kerr Bell Endowed Professor de Engenharia Elétrica e Ciência da Computação (endowed professor é um título acadêmico nos Estados Unidos que representa o ápice da carreira e mostra o reconhecimento por seus pares). Em 2005, tornou-se detentor inaugural da cátedra Bing Presidential.

## Pesquisas
Hennessy foi um pioneiro na área da arquitetura de computadores. Seu trabalho demonstra a simbiose possível entre tecnologia de compilação, arquitetura de conjunto de instruções de desenho de processador. Em 1981, suas pesquisas resultaram numa arquitetura conhecida como RISC (Reduced Instruction Set Computer), uma tecnologia que revolucionou a indústria da computação porque aumentava o desempenho e diminuía o custo de processadores,  semelhante ao compilador de linguagem Forth e à Java Virtual Machine, mas implementada em silício.
Ele também liderou o projeto de multiprocessador DASH (Distributed Architecture for Shared Memory) de Stanford. DASH foi o primeiro multiprocessador de memória compartilhada escalável com coerência de cache suportada por hardware. Mais tarde, Hennessy se envolveu com o projeto FLASH (FLexible Architecture for Shared Memory). Nos anos recentes, tem pesquisado arquitetura de computadores de alta performance. Dois livros de co-autoria de Hennessy são usados em dezenas de cursos de computação pelo mundo todo.

## Empreendimentos
As pesquisas de Hennessy não ficaram restritas à academia. Durante uma licença, em 1984, ajudou a fundar a MIPS Computer Systems (hoje MIPS Technologies, absorvida pela SGI) para aproveitar comercialmente as pesquisas desenvolvidas em Stanford. Esta experiência em empreendimento ajudou-o a ver a importância da administração de negócios e liderança.
"Isso me ensinou a importância das pessoas com quem você trabalha e a importância da liderança, sobre ser capaz de alcançar coisas que façam justiça às pessoas da linha de frente", diz Hennessy. Para ele, "líderes são servos de seus constituintes".
A empresa MIPS Technologies obteve sucesso com os processadores R2000 e R3000. A mudança de foco de processadores para a construção de um computador completo (MIPS Magnum) trouxe problemas de competitividade à empresa, e ela foi abosorvida pela SGI em 1992, a fim de garantir o desenvolvimento de um processador RISC de 64 bits, o R4000.

## Publicações
Hennessy tem uma extensa lista de artigos acadêmicos sobre engenharia da computação.
Principais obras
1. Patterson, D.A. and Hennessy, J.L., Computer Organization and Design: The Hardware/Software Interface. 1993. San Mateo, CA: Morgan Kaufmann Publishers. Second Edition, 1998. http://worldcat.org/isbn/0123704901
2. Hennessy, J. L. and Patterson, D. A. Computer Architecture: A Quantitative Approach. 1990. Morgan Kaufmann Publishers, Inc. San Mateo, CA. Second edition, 1995. ISBN 0-12-370490-1
3. Tjiang, S., Wolf, M., Lam, M., Pieper, K. and Hennessy, J. Integrating Scalar Optimization and Parallelization. Languages and Compilers for Parallel Computing. Banerjee ed. 1992 Springer-Verlag. New York.
4. Acken, J., Agarwal, A., Gulak, G., Horowitz, M., McFarling, S., Richardson, S., Salz, A., Simoni, R., Stark, D. and Tjiang, S. The MIPS-X RISC Microprocessor. Chow ed. 1989 Kluwer Academic Publishers. Boston, MA. Foreward by J.L. Hennessy.
5. Chow, P., Hennessy, J.L. RISC Architectures. Elsevier-North Holland, New York, 1986.
6. Hennessy, J.L., Ganapathi, M. Advances in Compiler Technology. In Annual Review of Computer Science, Annual Reviews, Palo Alto, CA, 1986.
7. Hennessy, J.L., Przybylski, S. VLSI Electronics. Volume VII: VLSI Design and Architecture. Academic Press, New York, 1984, chapter VLSI Processor Design Methodology.
8. Hennessy, J.L., Kieburtz, R.B., Smith, D.R. TOMAL: A Task-Oriented Microprocessor Applications Language. In Glass, R.L. (editor), Real-Time Software, Prentice-Hall, 1982.
9. Mainak Chaudhuri, Mark Heinrich, Chris Holt, Jaswinder Pal Singh, Edward Rothberg, John L. Hennessy. Latency, Occupancy, and Bandwidth in DSM Multiprocessors: A Performance Evaluation. IEEE Trans. Computers 52(7): 862-880 (2003).
10. David Ofelt, John L. Hennessy. Efficient performance prediction for modern microprocessors. SIGMETRICS 2000: 229-239
11. John L. Hennessy. The Future of Systems Research. IEEE Computer 32(8): 27-33 (1999)

## Prêmios
- 1983: John J. Gallen Memorial Award, Villanova University, por ser o mais destacado jovem aluno de engenharia
- 1984: National Science Foundation Presidential Young Investigator Award
- 1991: Distinguished Alumnus Award da State University of New York at Stony Brook (SUNY)
- 1994: IEEE Piore Award
- 1997: J. Stanley Morehouse Memorial Award, Villanova University
- 2000: ASEE R. Lamme Medal
- 2000: Medalha John von Neumann IEEE (junto com David A. Patterson)
- 2000: American Society for Engineering Education (ASEE) Benjamin Garver Lamme Award
- 2001: ACM Eckert-Mauchly Award
- 2001: Prêmio Seymour Cray. "For pioneering contributions to the foundation, teaching, and practice of high performance computing, especially in distributed shared memory multiprocessor architectures and in design and application of reduced instruction set architectures."
- 2001: Honorary Doctor of Humane Letters da Villanova University
- 2001: honorary degree of science da SUNY Stony Brook
- 2002: honorary doctorate da Universitat Politècnica de Catalunya
- 2004: honorary doctorate da University of Notre Dame
- 2004: NEC C&C Prize pelo conjunto de sua obra em engenharia e ciência da computação
- 2005: Founders Award da American Academy of Arts and Sciences
- 2017: Prêmio Turing (junto com David A. Patterson

## Congregações
- Conselheiro da American Academy of Arts and Sciences
- Conselheiro da Association for Computing Machinery
- Conselheiro do Institute of Electrical and Electronics Engineers (IEEE)
- Conselheiro da Atheros Communications desde 1998
- Conselheiro do Google desde 2004
- Conselheiro da Cisco desde 2002
- Membro honorário do Center for Global Development
- Membro correspondente da Academia Real de Engenharia da Espanha
- Membro da National Academy of Engineering em 1991
- Membro honorário das sociedades Tau Beta Pi, Eta Kappa Nu e Pi Mu Epsilon (que frescura!)

## Textos e discursos em Stanford
- Look to future of women in science and engineering: February 11, 2005. An open letter by President Hennessy, Susan Hockfield (president of the Massachusetts Institute of Technology) and Shirley Tilghman (president of Princeton University).
- Convocation remarks: September 20, 2004. President Hennessy welcomes the incoming Class of 2008 at the 114th Opening Day Convocation.
- Concluding remarks at 113th Commencement, June 13, 2004
- Convocation remarks: September 18, 2003. President Hennessy welcomes the incoming Class of 2007 at the 113th Opening Day Convocation.
- The rights and privileges of education bring a responsibility: June 15, 2003. A speech to new graduates at Stanford's 112th Commencement.
- Pursuing academic excellence in challenging economic times: May 1, 2003. Remarks at the annual meeting of the Academic Council.
- 'The War in Iraq': March 31, 2003. President Hennessy's statement on the war in Iraq
- 'Going Forward: The Challenges Ahead After A Year of Change': April 18, 2002. President Hennessy's annual State of the University address
- 'Students, you represent our best hope': Sept. 21, 2001. President Hennessy's welcome to new students
- 'A great injustice has been committed': Sept. 14, 2001. President Hennessy's comments at a campus memorial service honoring those killed in the Sept. 11 terrorist attacks
- 'I hope that you leave this campus with a strong reservoir of the Stanford spirit': June 17, 2001. A speech to new graduates at Stanford's 110th Commencement
- 'A more diverse faculty enhances the breadth, depth, and quality of our research and teaching': June 1, 2001. Hennessy, Etchemendy enumerate steps to diversify faculty
- Taking Stock: Five Continuing Successes - and Five Challenges for the Future: March 2001. Remarks at the annual meeting of the Academic Council
- A Report on Undergraduate Education: Jan. 2001. President Hennessy's essay in the 2000 Annual Report
- Stanford in the 21st Century: Oct. 20, 2000. President Hennessy's address at his inauguration as Stanford's 10th president
- Convocation Address: Sept. 22, 2000. A welcome to new students
- 'Freedom of scholarly inquiry is our greatest privilege': Apr. 5, 2000. Remarks by President Hennessy at his announcement as Stanford's 10th president